# 长青公园 (上海)

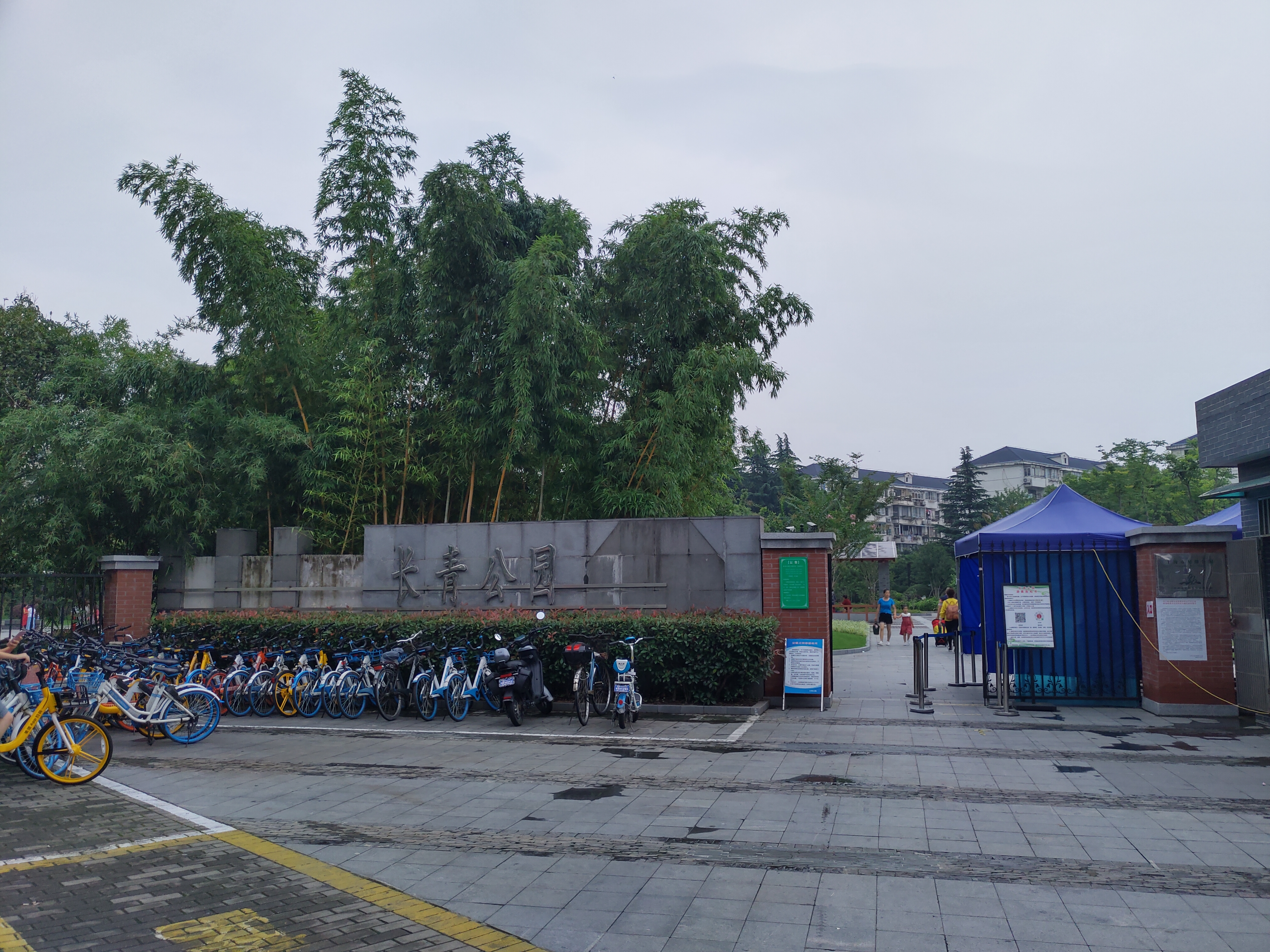
长青公园

长青公园位于上海浦东新区长清路11号，占地1.92公顷。

## 简介
长青公园西邻长清路，南临昌里路。原址为川沙县杨思乡大道村，1981年上海市基本建设委员会决定在这片区域新建一座公园，由上海市园林设计院章怡维总体规划及绿化设计，施工由嘉定县园林管理所和江苏省溧阳县建筑工程公司别桥分公司共同进行。1983年7月动迁农户后施工，1985年10月1日建成开放。
园中央建有喷水池，池中有母子大象石雕两座。园内北侧和儿童乐园内分别有骆驼和母子猴石雕各1座。水池东南建半圆形茶室1座，浮在水上形同水榭。园东南隅建有3座蘑菇亭。在园门两侧种有香樟、女贞等树木。园中央铺有大草坪4块，面积0.58公顷，内植雪松、罗汉松、广玉兰等。全园辟有花树坛19只，种植花树达52个品种，园内除常绿树、落叶乔灌木外,还有藤本垂直绿化，植木香、紫藤、爬山虎等。园北端辟儿童乐园，有电瓶车、转盘台、电动摇晃机等游乐活动设备。
2016年起，长青公园延长开放时间，夏令期间，每年5月1日起至10月31日每天5:00-21:00向游客开放。

## 交通

### 地铁
- 轨道交通7号线、轨道交通13号线长清路站

### 公交
- 781路：长清路耀华路站
- 572路、604路、627路、871路、1131路、隧道二线：昌里路长清路站
- 82路、734路、761路、786路、南川线、隧道一线、万周专线：耀华路长清路站